# Lizol

Krezol surowy (trikrezol) stanowi mieszaninę izomerów o-, m- i p-krezolu

Lizol (łac. Lysolum, syn. Cresolum saponatum, Sapo Cresoli FP IV, Liquor Cresoli saponatus, ciekłe mydło krezolowe) – stężony roztwór krezolu surowego w mydle potasowym. Odznacza się bardzo silnym działaniem bakteriobójczym, a także umiarkowanym wirusobójczym.
Ciekłe mydło krezolowe jest preparatem galenowym do użytku zewnętrznego. W Polsce na stan obecny (2024) skład określa monografia szczegółowa tego preparatu ujęta w Farmakopei Polskiej IV (1965). Żółtobrunatna lub czerwonobrunatna, przezroczysta ciecz o słabo zasadowym odczynie i silnej woni krezolu. Miesza się z 96% alkoholem etylowym, wodą, gliceryną oraz benzyną apteczną. Podobnym preparatem jest kreolina.

## Zastosowanie
Obecnie znaczenie lizolu w medycynie jest znikome (praktycznie niestosowany). Jest to preparat o znacznej toksyczności ogólnej, a nierozcieńczony w kontakcie ze skórą jest silnie żrący. Dawniej szeroko stosowany, głównie pozaustrojowo (3–10% roztwory wodne i spirytusowe) jako środek dezynfekcyjny, rzadko jako składnik odkażających leków recepturowych stosowanych u ludzi i zwierząt.

### Zastosowania historyczne
Lizol stosowany był w czasie II wojny światowej, w obozach koncentracyjnych do tzw. dezynfekcji więźniów, którzy musieli nawet 4–5-krotnie zanurzać się w dużej kadzi z tym płynem.
Od lat 30. do lat 60. XX wieku reklamowany był jako produkt do higieny intymnej, stanowił najpowszechniej używany w Ameryce środek do kąpieli oraz środek pielęgnujący. Konsumenci domyślali się, że żel lizolowy został opracowany jako środek antykoncepcyjny, mimo zawoalowanego języka reklam, które mówiły o problemach z „mikrobami” oraz z „zapachem” i sugerowały „strach przed straszliwym wydarzeniem” u kobiety (ciążą). Jako środek antykoncepcyjny lizol był bezużyteczny oraz niebezpieczny. Źle rozpuszczony mógł spowodować oparzenia oraz pojawianie się pęcherzy na ściankach pochwy, a w niektórych przypadkach mógł nawet spowodować śmierć użytkowniczki. Mimo tego dopiero po pojawieniu się pigułki antykoncepcyjnej przestał być najczęściej używaną metodą antykoncepcyjną w Ameryce.